# Harden (metaalbewerking)

Versteviging door de introductie van dislocaties (zwarte verticale lijnen) die zich vastzetten en weerstand bieden tegen afschuiving (blauwe lijn).

Harden is een proces waarbij de slijtvastheid en daarmee de hardheid van een metaal of legering verhoogd wordt. Hardheid in metalen hangt samen met de weerstand die een materiaal biedt tegen plastische deformatie door afschuiving, oftewel de sterkte. Hardingsprocessen en -mechanismen introduceren roosterfouten (onregelmatigheden in het kristalrooster) zoals dislocaties, die de spanning en daarmee hardheid vergroten. Deze roosterfouten fungeren als een soort barrières tegen afschuiving op microscopische schaal en daarmee als weerstand tegen deformatie. De toename van de hardheid van een legering is nuttig in een breed scala aan toepassingen.

## Hardingsprocessen
- 1: Treksterkte σUTS
- 2: Vloeigrens σY
- 3: Breuk
- 4: Verstevigings-gebied
- 5: Insnoerings-gebied
- A: Nominale spanning (F/A0)
- B: Ware spanning (F/A)
- rood: Nominale curve
- blauw: Ware curve

Er bestaan verschillende soorten hardingsprocessen: 
- warm-harden: warmtebehandeling (met afschrikken)
- koud-harden: versteviging

## Hardingsmechanismen

Een vaste oplossingsatoom (substitutioneel-defect) of precipitaat (rood) rekt het kristalrooster (paars) op door het verschil in grootte met de atomen uit de gastheer matrix.

Een perfect kristalrooster bied uit zichzelf ook al een mate van weerstand door de atoombindingen tussen de atomen in het rooster, dit is dus een intrinsieke vorm van hardheid van een materiaal. Daarnaast zijn er nog meer mechanismen om de hardheid van metalen te verhogen, namelijk:
- Korrelgrens-harden, wordt beschreven door de Hall-Petchrelatie. Hoe kleiner de korrels, hoe sterker het materiaal.
- Versteviging, koude deformatie waarin het materiaal wordt opgerekt tot het verstevigings-gebied in het spanning-rekdiagram, in het diagram hiernaast weergeven met een 4. De oorzaak van het harden ligt in dislocaties, die zich verplaatsen, dan vastzetten en als gevolg daarvan weerstand bieden tegen afschuiving.
- Vaste oplossingsversteviging, opgeloste atomen (substitutie en interstitiële atomen) in het kristalrooster zorgen voor extra weerstand tegen afschuiving.
- Precipitatie-harden, het vormen van precipitaten in een materiaal door diffusie en segregatie zorgt voor een vergrote vorm van vaste oplossingsversteviging.
- Diffusieloze transformatie, bijvoorbeeld de martensitische transformatie, is een faseovergang met een kleine diffusie-afstand, vanwege het snelle afschrikken na verwarming, waardoor atomen geen tijd hebben om te diffunderen en vast komen te zitten in het materiaal.

## Warm-harden
Het warm-harden van een legering gebeurt middels een warmtebehandeling, waarbij de legering eerst boven een zekere temperatuur gebracht wordt en vervolgens zodanig snel wordt afgekoeld, het afschrikken. De materiaal dat dan ontstaat is vaak zeer hard door de vele interne spanningen die er in het materiaal zitten.

## Koud-harden
Metalen kunnen ook in hardheid toenemen door koude vervorming, bijvoorbeeld door walsen of trekken. Hierbij wordt het kristalrooster van het staal verstoord, waardoor er dislocaties ontstaan die het metaal versterken. Dit koude proces wordt doorgaans echter niet met de term harden bestempeld, maar met de term versteviging. Vooral staalsoorten met een hoger gehalte aan mangaan hebben deze eigenschap. Bijvoorbeeld treinrails hebben een hoog mangaangehalte waardoor de eroverheen rijdende trein voor een steeds harder en slijtvaster oppervlak zorgt.

## Staal harden
Het warm-harden van staal gebeurt middels een warmtebehandeling, waarbij de legering eerst boven een zekere temperatuur gebracht wordt en vervolgens zodanig snel wordt afgekoeld, dat er martensiet ontstaat. Deze fase is zeer hard door de vele interne spanningen die er in het materiaal zitten. 
In het geval van het warm-harden van staal wordt het materiaal opgewarmd tot in het austenietgebied, dat dan met een zodanig hoge snelheid wordt afgekoeld dat perlietvorming wordt onderdrukt, zodat het staal wordt omgezet door een martensitische transformatie tot martensiet. Deze fase is zeer hard door de vele interne spanningen die er in het materiaal zitten. De hardheid en de weerstand tegen slijtage worden hierdoor sterk verhoogd, daar de omzetting van kristalrooster door het in het staal aanwezige koolstof wordt belet. Stap voor stap werkt het productieproces als volgt:
- Het werkstuk wordt gelijkmatig verhit tot het een rode kleur heeft (ongeveer 820 °C).

De kleur is een indicatie voor de fase/temperatuur waarin het materiaal zich bevindt, een handige indicatie voor de juiste temperatuur is het verlies van het magnetisme. Echter is de kleurindicatie afhankelijk van het omgevingslicht.
- Aansluitend afkoelen of afschrikken in gesmolten zout (180 °C), koud water of warme olie.

Of er water of bv. olie gebruikt moet worden, hangt af van de samenstelling van het af te koelen materiaal. Door de warmtegeleidingscoëfficiënt van de afkoelvloeistof kan het materiaal sneller of langzamer afkoelen. Te langzame afkoeling geeft geen harding, te snelle afkoeling kan scheuren of breuk van het metaal tot gevolg hebben.
Na het harden, is temperen van het staal noodzakelijk, anders is het staal te bros. Door het temperen wordt het staal iets minder hard, maar het wordt er wel veel taaier door. Het temperen gaat als volgt:
1. Opnieuw verhitten tot een bepaalde temperatuur, afhankelijk van de gebruikte legering en gewenste hardheid ±180 - 650 °C, en het staal daar vervolgens een bepaalde tijd op houden.
2. Wederom af laten koelen, meestal aan de lucht, tot kamertemperatuur.

Dit wordt meestal meerdere malen herhaald om restausteniet zoveel als mogelijk om te zetten.